# 旬感LIVE とれたてっ!
『旬感LIVE とれたてっ!』（しゅんかんライブ とれたてっ）は、関西テレビ放送（カンテレ）の制作で2023年10月2日から毎週月曜日 - 金曜日の13:50 - 15:45（JST）にフジテレビ系列の一部で放送されている情報番組。関西テレビ本社スタジオ（大阪市北区）からの生放送番組でもある。

## 概要
関西テレビでは2021年3月29日より、平日午後に生放送の自社制作番組『2時45分からはスローでイージーなルーティーンで』を関西ローカルで開始し、2023年4月3日からは放送時間の繰り上げに伴い『1時50分からはスローでイージーなルーティーンで』（以下『スロイジ』）に改題、同時に一部のフジテレビ系列局（詳細はこちらを参照）で同時ネットが行われていたが、同年9月29日の放送をもって放送終了となり、当番組を立ち上げた。
当番組では、『スロイジ』放送終了時の放送枠（13:50 - 14:45）と制作体制を継承する一方、「（芸能人のスキャンダルなど）『下世話な話題』は一切扱わず、『明るく楽しい生活情報』を中心に取り上げる」というポリシーのもとでバラエティ番組の要素も取り入れつつ、生活情報やトレンド情報に特化した『スロイジ』から一転し、同時間帯の競合番組『情報ライブ ミヤネ屋』（読売テレビ制作・日本テレビ系）や『ゴゴスマ -GO GO!Smile!-』（CBCテレビ制作・TBSテレビ系、関西地区では毎日放送で放送）と同様のワイドショー路線に転換、時事・芸能関連の最新情報も盛り込みながら、「『今日の暮らしに役に立つ、暮らしに寄り添う』あたたかみのあるニュース・情報番組」を目指す。また、『スロイジ』番組終了時点での全ネット局に加えて、東海テレビ・岡山放送・テレビ愛媛・高知さんさんテレビ、および一時期『スロイジ』をネットしていたテレビ西日本でも放送されている。なお、岡山放送については当初の発表段階ではネット局に記載されていなかったが、後にネットすることが公式サイトにて発表された。
MC（総合司会）には、フリーアナウンサー（元・日本テレビアナウンサー）の青木源太が起用された。関西テレビの放送対象地域内に属する大阪府泉南郡岬町で出生した青木にとって、関西テレビを含む在阪局が制作する番組へのレギュラー出演は初めて。地上波テレビ局の帯番組でMCを務めることも日本テレビアナウンサー時代の『バゲット』（近畿地方などでは未放送）以来となる。なお、青木は日本テレビへの入社前（慶應義塾大学への在学中）から東京で暮らしてきたが、当番組の開始を機に生活の拠点を大阪へ移している。
2025年3月までは、不定期ではあるが祝日には2時間スペシャルを編成しており、通常時非ネットの放送局でも放送された。ただし、一部ネット局では1時間で飛び降りるため2部構成としていた。また、フジテレビが同番組をネットする際は、前座番組「ぽかぽか」のエンディングで画面右上に簡単な説明文が表示される。
2024年10月4日からは関西テレビと九州の一部系列局が毎週金曜日の放送時間が2時間に拡大された。
2025年3月31日からは一部系列局を除き全曜日で2時間の放送となったほか、開始当初から使用していたロゴを一新した。また、ネット局も拡大している。

## 出演者
| 月曜日                                       | 火曜日                        | 水曜日                    | 木曜日                              | 金曜日                          |
| MC（司会）                                   | MC（司会）                    | MC（司会）                | MC（司会）                          | MC（司会）                      |
| -------------------------------------------- | ----------------------------- | ------------------------- | ----------------------------------- | ------------------------------- |
| 青木源太 （フリーアナウンサー）              |                               |                           |                                     |                                 |
| 進行キャスター（関西テレビアナウンサー）     |                               |                           |                                     |                                 |
| 橋本和花子                                   | 藤本景子                      | 橋本和花子                | 藤本景子                            | 橋本和花子                      |
| 曜日レギュラー                               |                               |                           |                                     |                                 |
| リンゴ （ハイヒール）                        | 吉田敬 （ブラックマヨネーズ） | 週替わりゲスト            | 黒田有 （メッセンジャー）           | 小籔千豊 （お笑い芸人）         |
| 不定期レギュラー                             |                               |                           |                                     |                                 |
| 橋下徹（弁護士・元大阪府知事・大阪市長）     |                               |                           |                                     |                                 |
| 解説デスク                                   | 情報プレゼンター              | 情報プレゼンター          | 黒田の気になるアレ なんでなんでSHOW | まるっと1週間！とれたてっ！芸能 |
| 大村正樹                                     | （交代制）                    | （交代制）                | 豊田康雄 （関西テレビアナウンサー） | 中西正男                        |
| 気象キャスター（いずれも気象予報士・防災士） |                               |                           |                                     |                                 |
| 浅田麻実                                     | 浅田麻実                      | 片平敦                    | 片平敦                              | 片平敦                          |
| 最新ニュース（フジテレビアナウンサー）       |                               |                           |                                     |                                 |
| 小山内鈴奈                                   | 小山内鈴奈                    | 遠藤玲子                  | 遠藤玲子                            | 竹俣紅                          |
| 解説デスク                                   |                               |                           |                                     |                                 |
| 神崎博 （関西テレビ）                        | 加藤さゆり （関西テレビ）     | 加藤さゆり （関西テレビ） | 神崎博 （関西テレビ）               | 神崎博 （関西テレビ）           |

## コーナー

### 全曜日共通
- 旬感トピックス（14時30分頃[注釈 1]）
  - 国内外の最新ニュースを伝えるコーナー。関東地方など、通常時ネットされていないエリアの話題を取り上げることもある。番組開始から2024年4月中旬までは全曜日で13時50分頃に放送していた[注釈 2]。
- とれたてっ!お天気（第1部と第2部で放送）
  - 放送エリアの当日夜の予報と週間予報を伝える[注釈 3]。第2部では関西テレビのマスコットキャラクターであるハチエモンが登場する。また、不定期でネット局からの中継も実施しており、各地域の季節の話題を取り上げている。
- 報道センターから最新ニュース（第2部で放送）
  - フジテレビの報道センター[注釈 4]から最新ニュースを伝える。2024年9月までは2時間スペシャル編成時にのみ放送されていた[注釈 5]。

### 曜日別コーナー
- 生活情報
  - 月 - 木曜日のコーナー。
- 言いたい放題座談会
  - 水曜日のコーナー。話題のニュースにについて、コメンテーターがディベート形式でトークを行う。
- 黒田の気になるアレ なんでなんでSHOW
  - 木曜日のVTRコーナー。
- 週間ピックアップるNEWS
  - 金曜日に放送。一週間のニュースから1つピックアップし特集する。
- 産地直報!県民沸騰ニュース
  - 金曜日に放送。第2部放送エリアのスタジオと中継をつなぎ、県民の感情が沸騰したニュースを取り上げるコーナー。
- まるっと1週間!とれたてっ!芸能
  - 金曜日のコーナーで2024年10月から第2部で放送[注釈 6]。一週間の芸能ニュースを4〜5項目伝える。スタジオ解説では芸能ジャーナリストの中西正男が出演。このほか、月曜日にも週末の芸能ニュースを振り返るコーナーを放送している。（月曜日はフジテレビの情報プレゼンター とくダネ!で長年、芸能リポーターやプレゼンター、かつて同時間帯で放送していた直撃LIVE グッディ!フィールドキャスターを務めた大村正樹が出演する）
- 街イチっ飯!ご当地全力放浪記
  - 月 - 木曜日のVTRコーナー。
- モノづくりの源場～なくしたくないニッポン
  - 金曜日に放送。青木が出演するVTRコーナー[注釈 7]。

### 不定期放送のコーナー
- お茶の間直送!ニッポンとれたてっ市場
  - 月1〜2回程度放送。番組放送エリア内にある市場や道の駅から、フォーリンデブはっしーとネット局のアナウンサーが中継で登場し、地域の名産品やグルメを紹介、視聴者にプレゼントする。2023年11月23日の放送では、臨時ネットを行ったフジテレビの放送エリア内にある横浜中華街から中継を行った[8]。2024年3月18日以降は放送されておらず、事実上の休止状態。
- 家にいながら旅気分!行ったつもりトリップ
  - 全国の観光地を紹介するVTR企画。
- 青春昭和遺産
  - 主に昭和末期に流行した商品やコンテンツを特集する。以前は毎週木曜日に放送していた。

## ネット局と放送時間
- あくまでも全編ローカルセールス枠であるため、関西テレビ以外の通常時第1部のみまたは全編ネットしている局でも編成の都合により臨時非ネット・第1部での飛び降り[注釈 8]とする場合がある[9]一方で、通常時非ネットとしている局が祝日や特別編成実施時を中心に臨時ネットで放送する場合がある。
- 一部の局を除き、時刻表示と天気ループは各局で送り出している。

ネット状況
- ◎…フルネット
- ◯…第2部を15:42飛び降り
- ×…非ネット

2025年6月30日から　
| 放送対象地域   | 放送局                    | 系列                                         | ネット開始日    | 放送時間            | 放送時間                   | 備考 |
| 放送対象地域   | 放送局                    | 系列                                         | ネット開始日    | 第1部 13:50 - 14:45 | 第2部 14:45 - 15:45        | 備考 |
| -------------- | ------------------------- | -------------------------------------------- | --------------- | ------------------- | -------------------------- | --- |
| 近畿広域圏     | 関西テレビ（KTV）         | フジテレビ系列                               | 2023年10月2日 - | ◎                   | ◎                          | 【制作局】 |
| 福岡県         | テレビ西日本（TNC）       | フジテレビ系列                               | 2023年10月2日 - | ◎                   | ◎                          | 【制作協力】 |
| 佐賀県         | サガテレビ（STS）         | フジテレビ系列                               | 2023年10月2日 - | ◎                   | ◎                          | - 2025年6月30日から第2部を◎に変更。 - 2025年3月31日から6月27日までの第2部は◯。 |
| 熊本県         | テレビ熊本（TKU）         | フジテレビ系列                               | 2023年10月2日 - | ◎                   | ◎                          | |
| 静岡県         | テレビ静岡（SUT）         | フジテレビ系列                               | 2023年10月2日 - | ◎                   | 月曜 - 木曜…◎金曜…×        | - 2024年9月までは静岡県以東の東日本のフジテレビ系列で唯一のネット局となっていた。 |
| 宮崎県         | テレビ宮崎（UMK）         | フジテレビ系列 日本テレビ系列 テレビ朝日系列 | 2023年10月2日 - | ◎                   | 月曜 - 水曜…×木曜 - 金曜…◎ | |
| 中京広域圏     | 東海テレビ（THK）         | フジテレビ系列                               | 2023年10月2日 - | ◎                   | ◯                          | - 飛び降り後はローカルニュース番組『ニュースONE』（15:42 - 19:00）を放送。 - 『DRAGONS BASEBALL L!VE（西暦年）』（中日ドラゴンズ戦）を放送する日は臨時に全編×に変更。 - 2024年10月4日から2025年3月7日までは金曜日で14時45分飛び降り。 |
| 広島県         | テレビ新広島（TSS）       | フジテレビ系列                               | 2023年10月2日 - | ◎                   | ◯                          | - 飛び降り後はローカルニュース番組『TSSライク!』（15:42 - 19:00）を放送。 - 2024年10月4日から2025年2月14日までは金曜日で14時45分飛び降り。                                                                                            |
| 高知県         | 高知さんさんテレビ（KSS） | フジテレビ系列                               | 2023年10月2日 - | ◎                   | 月曜 - 木曜…×金曜…◯        | - 金曜のみ飛び降り後は自社番宣番組『アナ推し!』（15:43 - 15:45）を放送。 |
| 福島県         | 福島テレビ（FTV）         | フジテレビ系列                               | 2024年10月4日 - | ◎                   | ×                          | - ネット開始前には臨時ネットで放送した実績がある。 - ネット開始から2025年3月28日までは金曜日のみ放送。 - 2025年7月9日は第2部を臨時に◎に変更。                                                                                         |
| 富山県         | 富山テレビ（BBT）         | フジテレビ系列                               | 2024年4月1日 -  | ◎                   | ×                          | - ネット開始前には臨時ネットで放送した実績がある。 - 2025年7月8日は第2部を臨時に◎に変更。 |
| 福井県         | 福井テレビ（FTB）         | フジテレビ系列                               | 2025年3月31日 - | ◎                   | ×                          | - ネット開始前には臨時ネットで放送した実績がある。 - 2025年7月10日は第2部を臨時に◎に変更。 |
| 島根県・鳥取県 | さんいん中央テレビ（TSK） | フジテレビ系列                               | 2023年10月2日 - | ◎                   | ×                          | |
| 岡山県・香川県 | 岡山放送（OHK）           | フジテレビ系列                               | 2023年10月2日 - | ◎                   | ×                          | - 飛び降り後に月曜は自社番宣番組『OH!コレ』、火曜から金曜は自社制作番組『OH!グッドセレクション』（何れも14:45 - 14:50）を各々放送。                                                                                                   |
| 愛媛県         | テレビ愛媛（EBC）         | フジテレビ系列                               | 2023年10月2日 - | ◎                   | ×                          | - 2025年7月11日は第2部を臨時に◎に変更。 |
| 沖縄県         | 沖縄テレビ（OTV）         | フジテレビ系列                               | 2025年4月4日 -  | 月曜 - 木曜…×金曜…◎ | ×                          | - ネット開始前には臨時ネットで放送した実績がある。 |

### 単発放送
通常は非ネットではあるが、これまで臨時ネットで放送した実績がある局は下記のとおり。なお秋田テレビ（AKT･秋田県）とNST新潟総合テレビ（NST･新潟県）では2025年現在臨時ネットでの放送実績がない。
| 放送対象地域 | 放送局                    | 系列                          |
| ------------ | ------------------------- | ----------------------------- |
| 北海道       | 北海道文化放送（uhb）     | フジテレビ系列                |
| 岩手県       | 岩手めんこいテレビ（mit） | フジテレビ系列                |
| 宮城県       | 仙台放送（OX）            | フジテレビ系列                |
| 山形県       | さくらんぼテレビ（SAY）   | フジテレビ系列                |
| 関東広域圏   | フジテレビ（CX）          | フジテレビ系列                |
| 長野県       | 長野放送（NBS）           | フジテレビ系列                |
| 石川県       | 石川テレビ（ITC）         | フジテレビ系列                |
| 長崎県       | テレビ長崎（KTN）         | フジテレビ系列                |
| 大分県       | テレビ大分（TOS）         | 日本テレビ系列 フジテレビ系列 |
| 鹿児島県     | 鹿児島テレビ（KTS）       | フジテレビ系列                |

### 放送時間の変遷
| 期間       | 期間       | 放送時間（日本時間）   | 放送時間（日本時間）   |
| 期間       | 期間       | 月曜 - 木曜            | 金曜                   |
| ---------- | ---------- | ---------------------- | ---------------------- |
| 2023.10.02 | 2024.09.27 | 13:50 - 15:45（115分） | 13:50 - 15:45（115分） |
| 2024.09.30 | 2025.03.28 | 13:50 - 14:45（55分）  | 13:50 - 15:45（115分） |
| 2025.03.31 | 現在       | 13:50 - 15:45（115分） | 13:50 - 15:45（115分） |

## 重大ニュース・特別番組放送時の対応
- 毎年10月第2月曜日（スポーツの日）は『出雲全日本大学選抜駅伝』中継を13:00 - 15:25に放送するため全局休止とする。
- 年末年始の当該期間の時間帯も全局放送休止とする。

### これまでに特別編成となった事例
特別番組の編成などによる放送の休止・内容・時間変更・ネット拡大の措置は以下の通り。
◎は通常時非ネット局が臨時ネットで放送。
- 2023年10月2日：ジャニーズ事務所の記者会見の模様を伝えるため1時間拡大で放送。なお、テレビ愛媛、高知さんさんテレビ、テレビ西日本は拡大せず14:45で飛び降り。
- ◎2023年11月23日（勤労感謝の日）：同日に行われる阪神タイガース並びにオリックス・バファローズの優勝パレードを中継するため、『とれたてっ!SP』と題して、通常より1時間拡大の13:50 - 15:45に放送（一部地域では前半1時間のみ放送）[17][18]。
- 2024年1月8日（成人の日）：春高バレーの決勝を生中継したため全局放送休止。
- ◎2024年2月12日（建国記念の日の振替休日）：通常より1時間拡大で放送（一部地域では前半1時間のみ放送）[14][19]。
- 2024年3月11日（東日本大震災発生日）：FNN特別番組 東日本大震災から13年 「震度7"犠牲者ゼロ"の街」を放送するため全局放送休止[20]。
- ◎2024年3月20日（春分の日）：通常より1時間拡大で放送（一部地域では前半1時間のみ放送）[21]。
- ◎2024年4月29日（昭和の日）：通常より1時間拡大で放送（一部地域では前半1時間のみ放送）[22]。
- ◎2024年7月15日（海の日）：通常より1時間拡大で放送（一部地域では前半1時間のみ放送）[23]。
- 2024年8月1日：15:00からのパリオリンピック中継に伴う特別編成のため、通常より15分拡大して放送（一部地域では14:54までの放送）。
- ◎2024年8月12日（山の日の振替休日）： 通常より1時間拡大で放送（一部地域では前半1時間のみ放送。）[24]。
- ◎2024年9月27日：2024年自由民主党総裁選挙に伴い、通常より3分拡大して放送[25]。
- ◎2024年11月6日：2024年アメリカ合衆国大統領選挙を中心に放送[26]。
- 2025年3月25日：関西テレビが『Live News イット!』前拡大を14:48からネットするのに伴い、通常より3分拡大して放送。
- 2025年4月4日：中居正広・フジテレビ問題の影響により、制作局の関西テレビ社長である大多亮の辞任会見を放送するため内容を変更して放送[27][28]。

## スタッフ
2025年7月21日時点
- 構成：佐久間貴司
  - （月・火）：宮田智也（以前は月）
  - （火・水）：笹部香（週替り、以前は火）
  - （水）：田中亮治、桝野幸宏（週替り）
  - （木）：小森直樹、寺前富雄（毎週）、藤田雄一（以前は毎週）、井上久美子、武輪真人（週替り）
  - （金）：黒田一生、純子ポッキー
- ブレーン：久保田美絵、東江和佳子、山下貴、しのざき智一
  - （月）：いいのりさ（週替り）
  - （水）：溝上清加（週替り）
- TD：井上佑介（関西テレビ）【日替り】
- TD/CAM：岡修平・河合江里子・濱名嘉之（共にウエストワン）、西村武純・鈴木智雄・岩崎裕司・中山秀一（共に関西テレビ）【日替り、回によってTD/CAMどちらかを担当】
- CAM：伊地知孝仁・藤松智哉・松岡真平（共に関西テレビ）、山本美咲・福井一就・森下真行・京田航・松岡晋也・梶山竜史・朝原光基（共にウエストワン）、平山雅之、久保寛政、宮田大、吉田心、渡邊亮太【日替り】
- VE：中川裕貴・結城芳彦・北堂絢菜・松井勝正・帆足聡一郎（共に関西テレビ）、松浦洋輔・飯田輝之・山本謙吾・越水隆太・大森喜章・丸山奈々実・三本菅彰（共にウエストワン）【日替り】
- VE/LD：大西祐輔（関西テレビ）【日替り、回によってVE/LDどちらかを担当】
- MIX：大林俊夫・小原智実・品岡研太・浦嶋静（共にウエストワン）、井田憲吾・大貫修平・赤澤和伸・田辺有可子・中西俊介・上之段剛・安部智博・倉本実幸・筒井亨・西岡里菜（共に関西テレビ）、太田夕里奈、武安智子【日替り】
- LD：河合裕也・平塚章人・徳永勤・原口祥明（共に大阪共立）、中村貴志・金子宗央（関西テレビ）、小橋力、竹内康博、二位裕之、吉岡誠、出馬勇人、盛麗依奈、天羽佐織、橋本祐希、西田美奈【日替り】
- MA・効果：岡野登志也（シャガデリック）、池田拓実、桂英一（エキスプレス）、牧野晃帆【日替り】
- ENG：青木一弘、藤原尉智、町田雄吾(伍)、池田龍矢、長野浩二、加藤進矢、小松裕太、高橋昴矢、所大成、兼頭崇広、宮下清仁、生本拓也、石橋克彦、上田響、宇徳薫子、佐藤利春、朝野公太【不定期】
- TK
  - （月・火・金）：村上真紀
  - （水）：白石純子
  - （木）：松本美希
- テーマ曲：松永貴志
- タイトル
  - （月）：原田賢一、竹村大次郎【週替り】
  - （火）：櫻井洸太（関西テレビ、以前は金）、原拓也（以前は月・水→月・金、一時離脱）【週替り】
  - （水）：伊藤輝理子（以前は木→水～金→水・木）
  - （木）：上田尚都
  - （金）：福島雅也（以前は木）
- 美術プロデューサー・デザイン：万膳志帆（2025年4月1日-、以前はデザイン）
- 美術進行：中井正義
- 大道具：スタジオプロット
- 装飾：石橋莉里子（高津商会）
- 電飾：和田剛（以前は不定期・月/火・木・金）
- メイク：パウダー
- 報道：奥元伸・中嶋順也・豊島学恵・笠井暁生（共に関西テレビ、中嶋→以前は基本毎日）【日替り】
- 編成：泉雄介（関西テレビ、2025年7月14日-）
- 宣伝：伊藤万里子（関西テレビ）
- 制作デスク：山﨑純和
- AP：松川さやか（関西テレビ、2024年7月11日-、2024年7月8日はプロデューサー）、岡田優子、小川真依
  - （金）：貞尾由希子（メディアプルポ）
- 協力：フジテレビ（以前は金のみ）、メディアプルポ（以前は不定期・月/火～金）、ウエストワン、大阪共立、シャガデリック、タイトルエイト、エディックス、アイディアリミックスクラブ（アイディア→以前は月・火・木・金/不定期・水）、イグジィ、XYZ
  - （月）：ディ・コンプレックス（以前は祝日SPのみ）
  - （火）：X1
  - （木）：D-REC
  - （不定期）：ADC、エキスパート
- 制作協力：テレビ西日本
- フロアディレクター：鹿野政直（関西テレビ）、藤井陽菜、古舘花（エスエスシステム）、粟野明音、泉舞衣子、中島穂音花、園田直輝
- ディレクター：岡田晃子・西村奈々（共に関西テレビ）、木ノ脇一平、吉田梨沙（以前は月～木）、諸正義彦（東通企画）、櫻井福大（テレビ西日本）
  - （月/水）：山田大輔【曜日によって異なる】
  - （月/木）：西原久進（メディアプルポ、週替り、曜日によって異なる）【曜日によって異なる】
  - （月・水・金）：中村百花（以前は水）
  - （火・水）：髙山浩児（メディアプルポ）
  - （2曜日以上）：太田勇士（以前は火）、神澤実沙紀（以前は木・金）、周誼甄、山下留奈（山下留→以前は月）、辻壮一郎、中西真由子、田中悠司（関西テレビ）、山根啓太、稲塚寿成（元気な事務所）、池田怜平、横谷浩史・竹田匡志（共にRio CREATIVE Co.,Ltd、横谷→以前は月、竹田→以前は金）、植村文雄（よしもとブロードエンタテインメント、以前は月→一時離脱→金）、板倉咲華（以前は金→水→火・水）、新田麻美子（キューマン）、大岡瞭輔（以前は火）、石川千成（BUDDY）、谷聡一郎（以前はフロアディレクター）、松原莉音（以前は月・火→月・火・金フロアディレクター）、中川美尚子、吉田徹也、早浪賢（D-REC）、長澤康貴、田中涼、山田智、松橋佳子、森栗唯【週替り】
  - （月）：南後佳範（クラッチ.）【毎週】、犬塚瞭（メディアプルポ）、山田真悠子、二神慧太（MFS）、舟見泉（D:COMPLEX）、佐藤直孝【週替り】
  - （火）：小早川竜哉（X1、以前はフロア/ディレクター）、山口里佳菜、石田鈴菜【毎週】、小田晶子（よしもとブロードエンタテインメント）、南繁（X1）、川澤慎、藤田えみり、小林潤也（クラッチ.）、藤井史織、野口莉沙、酒井まりな、本田悟【週替り】
  - （水）：三谷俊仁（メディアプルポ）、阪口周【毎週】、西田謙吾、杉岡亮・武市暢（共にメディアプルポ）、阿部勇介、岡山雅信、小八木敬三（SUNFLAP X1）、片平論、北田浩平、広根結花、笠間菜那花、熊谷優希【週替り】
  - （木）：平野敦也（元気な事務所）、竹本剛志・加島あずさ・西野遥香（共にD-REC）、安本浩太（CREA5）、秦野翔吾、山本章太、倉冨紗弥
  - （金）：有本匡徳・栗原悠（共にメディアプルポ）、梅本匠（ダイメディア）、宮脇海帆（以前は水）、磯辺育実、武田青龍【毎週】、瀧本直治（メディアプルポ）、稲子大輔（キューマン）、森本真史（関西テレビ）、谷口文彦（Walk On）、田中純奈、西谷公太、西田畳（クラッチ.）、高原修一、伊集院仁、幡井彩、池側希美香、正垣有香里【週替り】
- 演出：仲田勇希（Rio CREATIVE Co.,Ltd）、稲垣伸・諸岡陽太・百々健喜・古谷陽（関西テレビ）（仲田・稲垣・諸岡・近木→2024年12月27日-、百々・古谷→2025年1月6日-、全員→以前はディレクター）
- 総合演出：塩見真生（関西テレビ、2024年5月27日-、以前は演出）
- プロデューサー：澤田芳博・東田元・佐藤貴亮・益野智行（共に関西テレビ、益野→2025年3月17日-、佐藤→2025年7月21日-）、木邑裕介・津田真吾（共にD-REC、2025年4月1日-）
  - （月）：田本紀子（D:COMPLEX）【不定期】
  - （火）：宮井豊（X1）
  - （水・金）：吉川優作（メディアプルポ、以前は木・金ディレクター）
  - （木）：杉浦圭太（D-REC、以前はディレクター）
  - （金）：重信好輝（クラッチ.）
- チーフプロデューサー：深田大樹（関西テレビ、2024年7月8日-）
- 制作：関西テレビ コンテンツ統括本部 制作局 情報制作部
- 制作著作：関西テレビ放送

### 過去のスタッフ
- 統括：居川大輔（関西テレビ、2025年4月1日-6月30日）
- 構成：
  - （月/水）：くらやん（週替り、曜日によって異なる）
  - （火）：中井誠（毎週）
  - （水）：折原麻理（以前は毎週）
- ブレーン：重村千恵
- MIX：中道尚宏（関西テレビ）【日替り】
- TK
  - （木）：前田典子
- 編集（2023年10月2日～4日）
  - （月～水）：吉田達雄
  - （水）：的場聖
- 美術プロデューサー：大石竜也（関西テレビ）
- 美術進行：永田道徳（関西テレビ）
- 電飾（月・水）：ズイコー21
- 編成：宮下育雄・梅田一路・木村弥寿彦（関西テレビ、梅田→2025年4月1日-7月11日）
- タイトル
  - （火）：佐藤貴裕
  - （金）：金岡千夏（一時離脱）
- 報道：青瀧博文（関西テレビ、不定期）
- 協力：
  - （不定期）：一光、トラッド
- フロアディレクター：椎光平、新井龍、中井優希、友井梨鼓
- フロア/ディレクター
  - （火）：進藤咲和（X1、週によって替わる）
- ディレクター：佐藤健太・鎚水航（テレビ西日本）、黒﨑翔太郎（関西テレビ、2024年5月27日-6月28日、2023年10月2日-2024年5月24日は総合演出）、大出幸子（東通企画）
  - （月）辻村魁（ファンズプロダクション）、山本真悠子、山下桂介（週替り）
  - （火）：濱森基大（X1）（毎週）、佐伯梨奈（X1）（週替り）
  - （水/金）：山本さつき（メディアプルポ、週替り、曜日によって異なる）
  - （木/金）：山本翔（メディアプルポ、曜日によって異なる）
  - （金）：安東勇吾（メディアプルポ）、藤田直士（毎週）、高見純矢、成瀬裕太（週替り）
- 演出：近木俊介（テレビ西日本、2024年12月27日-2025年3月28日、以前はディレクター）
- プロデューサー：山下有為（関西テレビ、2024年4月1日-6月28日）、森雅章（関西テレビ、以前はディレクター、2025年3月28日まで）
- チーフプロデューサー：前洋平（関西テレビ、2023年10月2日-2024年7月5日）

## その他
- 2024年7月26日にはスピンオフ番組「夜もとれたてっ!～MC青木とリンゴも吉田も黒田も小籔も大集合!～」をオンラインで生配信。MCの青木源太と各曜日のレギュラーが出演した[29]。